# Castillo de Viderup
El castillo de Viderup  (sueco: Viderups slott) es un castillo localizado en el municipio de Eslöv (Escania), en el sur de Suecia. El edificio principal tiene dos plantas al que se unen dos alas de una planta. Está rodeado por un patio que está abierto al norte. 

## Historia
La mansión de Viderup (anteriormente escrito Hviderup) fue construida en estilo Renacentista a principios del siglo XVII por Anne Brahe (1576-1635), viuda de Steen Maltesen Sehested (1553-1611), Mariscal del Reino danés (rigsmarsk) y comandante de Froste Herred en Escania.